# Le Concile d'amour
Le Concile d'amour. Une tragédie céleste en cinq actes est l'œuvre majeure d'Oskar Panizza, publiée en 1894. Il s'agit d'une tragédie satirique et grotesque radicalement anti-catholique. Cette pièce provoqua un scandale à sa parution, et Panizza fut condamné à un an de prison pour blasphème. Il dut ensuite s'exiler en Suisse. Longtemps interdite en Allemagne, cette pièce ne parut pour la première fois en français qu'en 1964.

## Résumé
La pièce se déroule en 1495 dans trois lieux différents : le Ciel, l'Enfer et la cour du Pape Alexandre VI, né Rodrigo Borgia. Dieu le Père, un vieillard sénile et fragile, Jésus le simple d'esprit et Vierge Marie sont informés de la situation scandaleuse sur la Terre, en particulier à Naples, et des orgies à la cour du Pape. À Pâques, ils inspectent eux-mêmes le Vatican et sont alors témoins des jeux et intrigues obscènes des courtisans. Cela les convainc de conclure un accord avec le Diable : celui-ci doit inventer une peine terrible qui survienne immédiatement après les péchés charnels sans pour autant priver les hommes de la rédemption. La force de création de Dieu est en effet épuisée ; il ne peut plus créer d'être humain, et dépend donc de ceux existant. En retour, le Diable exige un portail magnifique pour l'enfer délabré, le droit à des entretiens inopinés avec Dieu et surtout la liberté de répandre ses idées, car 
«  quand quelqu'un pense, et n'a pas le droit de faire part de ses idées à d'autres personnes, c'est là la plus horrible de toutes les tortures. »
La peine inventée par le Diable est la syphilis. Pour l'apporter sur la Terre, il engendre avec Salomé (la personne la plus rusée de l'enfer) « l'Épouse », une femme irrésistiblement belle, qui contamine d'abord le Pape, puis les cardinaux, puis les évêques et enfin le reste de la hiérarchie de l'Église. La maladie touche alors très vite l'humanité tout entière.

## Le procès duConcile d'amour

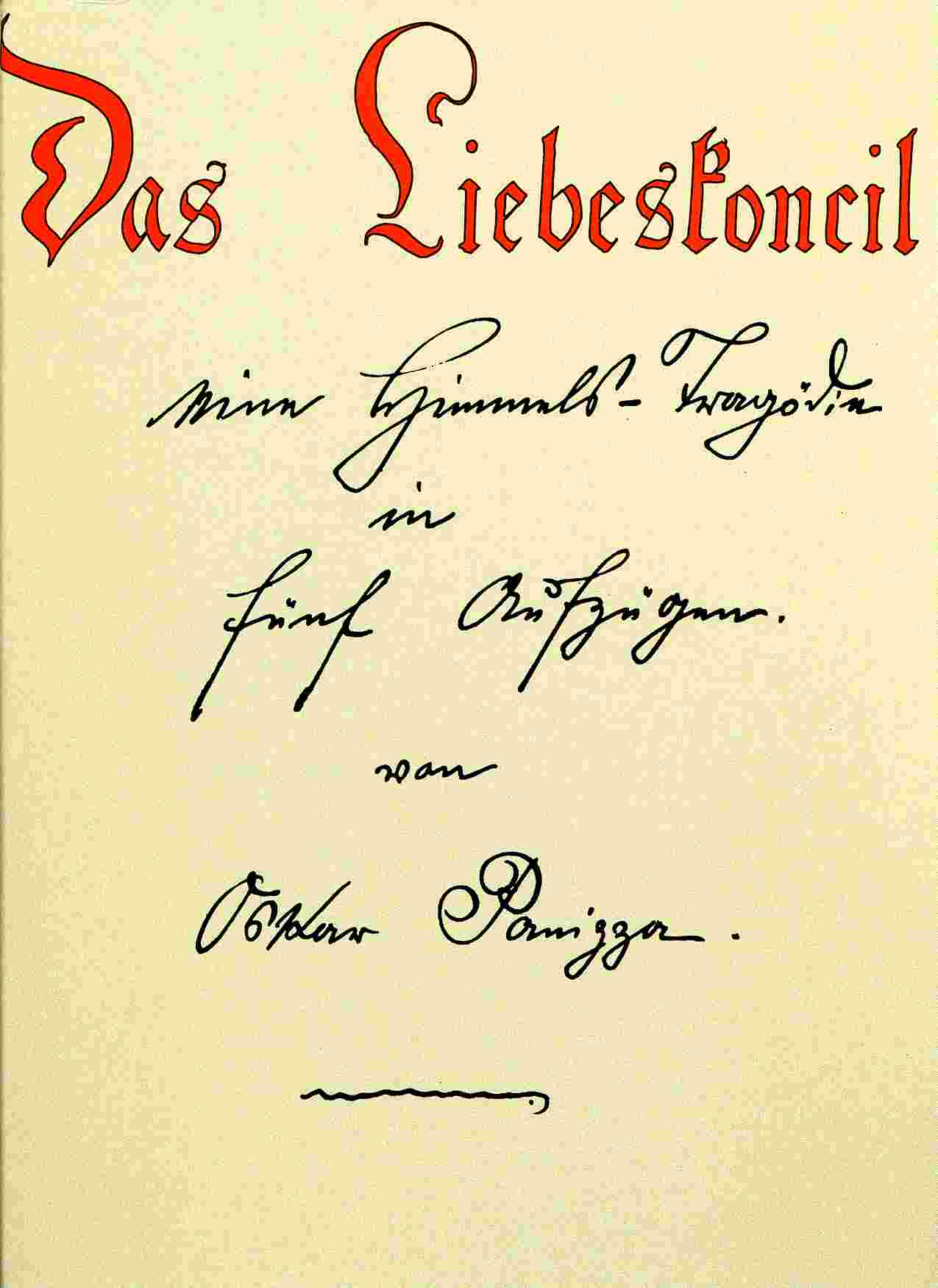
Manuscrit du Concile d'amour (1893).

Cette satire anti-catholique provoqua le plus grand scandale littéraire de la décennie 1890. Le Concile d'amour fut publié en 1894 par Jakob Schabelitz à Zürich. Panizza envoya des exemplaires de sa pièce à des journalistes et à ses amis, de telle sorte que le livre était déjà un sujet largement débattu avant même son arrivée sur le marché. Theodor Fontane, Detlev von Liliencron, Otto Julius Bierbaum et d'autres se montrèrent enthousiastes devant cette œuvre spectaculaire.
Le Concile d'amour ne fut disponible que quelques semaines dans les librairies : le 8 janvier 1895, après une critique dans la Allgemeine Zeitung, la police saisit tous les exemplaires encore en vente en Allemagne, et Panizza fut accusé de blasphème.
L'affaire traversa la presse allemande. Panizza trouva des sympathisants chez les journalistes libéraux et socio-démocrates ; il rencontra à l'inverse une violente hostilité dans les journaux conservateurs. Même Thomas Mann, que Panizza avait connu personnellement quand ils étaient étudiants à Munich, approuva cette poursuite en justice pour « absence de goût » blasphématoire. Il est cependant vraisemblable qu'il n'avait lui-même pas lu le livre, comme beaucoup d'autres critiques.
L'affaire Panizza se transforma en un procès hautement politique à l'encontre des « Modernes ». Le 30 avril 1895, pendant le procès qui se déroulait à Munich, Panizza endossa le rôle du défenseur de la liberté de la littérature moderne, et se présenta en martyr, conscient pourtant des risques qu'impliquait une telle position. Allant contre l'avis de ses amis qui lui avaient conseillé de fuir à l'étranger, il rechercha ardemment le conflit avec l'État. Il refusa même de nier que ses livres édités en Suisse étaient destinés à l'Allemagne - ce qui était l'unique chance d'échapper à la condamnation.
Son discours sur la liberté artistique convainc à peine les jurés que la justice choisissait au hasard, et dont le niveau de culture était généralement assez bas. Sa phrase « Je reconnais que je suis athée » suffit à le faire condamner. Face à un tel comportement, l'un de ses principaux soutiens, Michael Georg Conrad (en), reste bouleversé devant le tribunal et peut à peine cacher ses doutes quant à la santé mentale de Panizza. Le procès s'acheve donc par une condamnation d'Oskar Panizza. Aucun écrivain de l'Empire allemand n'a jamais été jugé avec une telle sévérité : il écope d'une peine d'un an de prison ferme, et doit payer le coût de procédure ainsi que son séjour en prison.

## Adaptation au Théâtre
- 1969 : Le Concile d'amour d'Oscar Panizza, adaptation de Jean Brejoux, mise en scène Jorge Lavelli, musique d’André Chamoux, décors et costumes de Leonor Fini, Théâtre de Paris. Avec Jean Martin, François Maistre, Claudine Raffalli, Gilles Guillot, Denyse Roland, Paul Le Person, Juliette Villard.

## Adaptation cinématographique
Le réalisateur Werner Schroeter filme la pièce de théâtre en lui rajoutant un prologue et un épilogue en 1981, le film sort en Allemagne le 12 mars 1982. Le film transcrit la mise en scène d'Antonio Salines au Teatro Belli qui fit grand bruit en Italie. Le doublage fut réalisé par des acteurs allemands pour les besoins de sa diffusion, on peut noter que le réalisateur Werner Shroeter avait la double nationalité allemande et italienne.

## Le procès devant la Cour Européenne
Le 20 septembre 1994, L'Institut Otto Preminger perd son procès dans l'affaire Otto Preminger contre l'Autriche dans l'arrêt de la Cour Européenne des Droits de l'Homme. L'association se voit interdite de diffuser le film en Autriche, qui était l'adaptation de la pièce du Concile d'amour, pour la raison du maintien de l'ordre public. La Cour Européenne de Droits de l'Homme a considéré que la censure effectuée par l'État Autrichien à la demande de l'évêque catholique d'Innsbruck avait respecté la Convention Européenne, puisque la critique, dite à titre gratuit, d'une religion ne participe en aucune manière au débat sur la place des religions dans l'Europe dans laquelle les États sont seuls garants de la paix sociale, fut-elle considérée dans un espace public laïc.

## Éditions en français
- Oskar Panizza, Le Concile d'Amour, traduit de l'Allemand par Jean Bréjoux, préface d'André Breton, ed. Jean-Jacques Pauvert, coll. Libertés no 13, Utrecht, 1964.
- Oskar Panizza, Le Concile d’amour. Une tragédie céleste en cinq actes, traduction de l’allemand de Jean Bréjoux revue et augmentée par Pierre Gallissaires, préface d'André Breton, coédition Agone & Éditions Cent Pages, 2008.

### Sources
- (de) Cet article est partiellement ou en totalité issu de l’article de Wikipédia en allemand intitulé « Das Liebeskonzil » (voir la liste des auteurs).